# Mormia tubana
Mormia tubana är en tvåvingeart som beskrevs av Quate 1967. Mormia tubana ingår i släktet Mormia och familjen fjärilsmyggor. Inga underarter finns listade i Catalogue of Life.